# Ardrishaig
Ardrishaig (gael. Àird Driseig) – wieś w zachodniej Szkocji, w jednostce administracyjnej (council area) Argyll and Bute, historycznie w hrabstwie Argyll, położona w regionie Knapdale, nad zachodnim brzegiem zatoki Loch Gilp, około 3 km na południowy zachód od miasta Lochgilphead. W 2022 roku liczyła 1252 mieszkańców.
Wieś rozwinęła się jako port rybacki (ośrodek połowu śledzi). W latach 1831–1937 funkcjonowała tutaj destylarnia whisky. Znajduje się tutaj wschodni kraniec kanału Crinan, przekopanego w latach 1793–1801. Port w Ardrishaig obsługiwał niegdyś połączenia promowe do Greenock, Glasgow i Oban.
W 1847 roku wieś odwiedziła królowa Wiktoria i książę Albert.